# Waldinfo-Pfad Oberjosbach
Der Waldinfo-Pfad – früher Waldlehrpfad, auch als Walderlebnispfad bezeichnet – ist ein 3,2 Kilometer langer Rundwanderweg im Naturpark Rhein-Taunus nördlich von Oberjosbach, einem Ortsteil von Niedernhausen im hessischen Rheingau-Taunus-Kreis.
Ausgangspunkt ist der Wander-Parkplatz Großer Lindenkopf am Nordostrand des Ortes, von wo man der Markierung am besten gegen den Uhrzeigersinn dem Zeichen «Geweih» und später «Fichte» folgt.
Der Weg führt an mehr als 30 Stationen mit Informationen über das Ökosystem Wald und auch an einer Schutzhütte vorbei. Je nachdem, wie lange man sich an den einzelnen Stationen aufhält, braucht man ein bis zwei Stunden.

## Stationen(Beispiele)

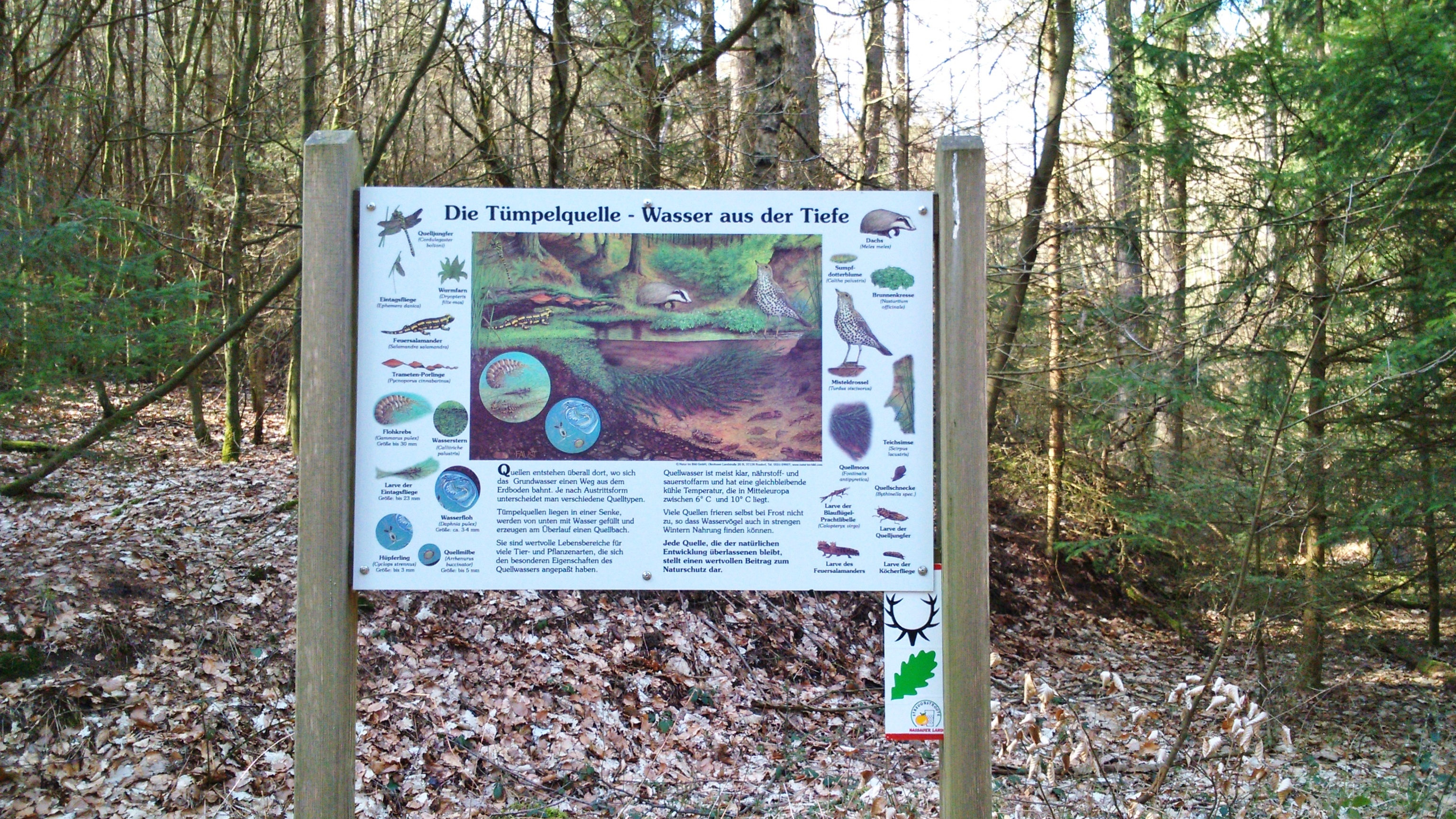
Tümpelquelle
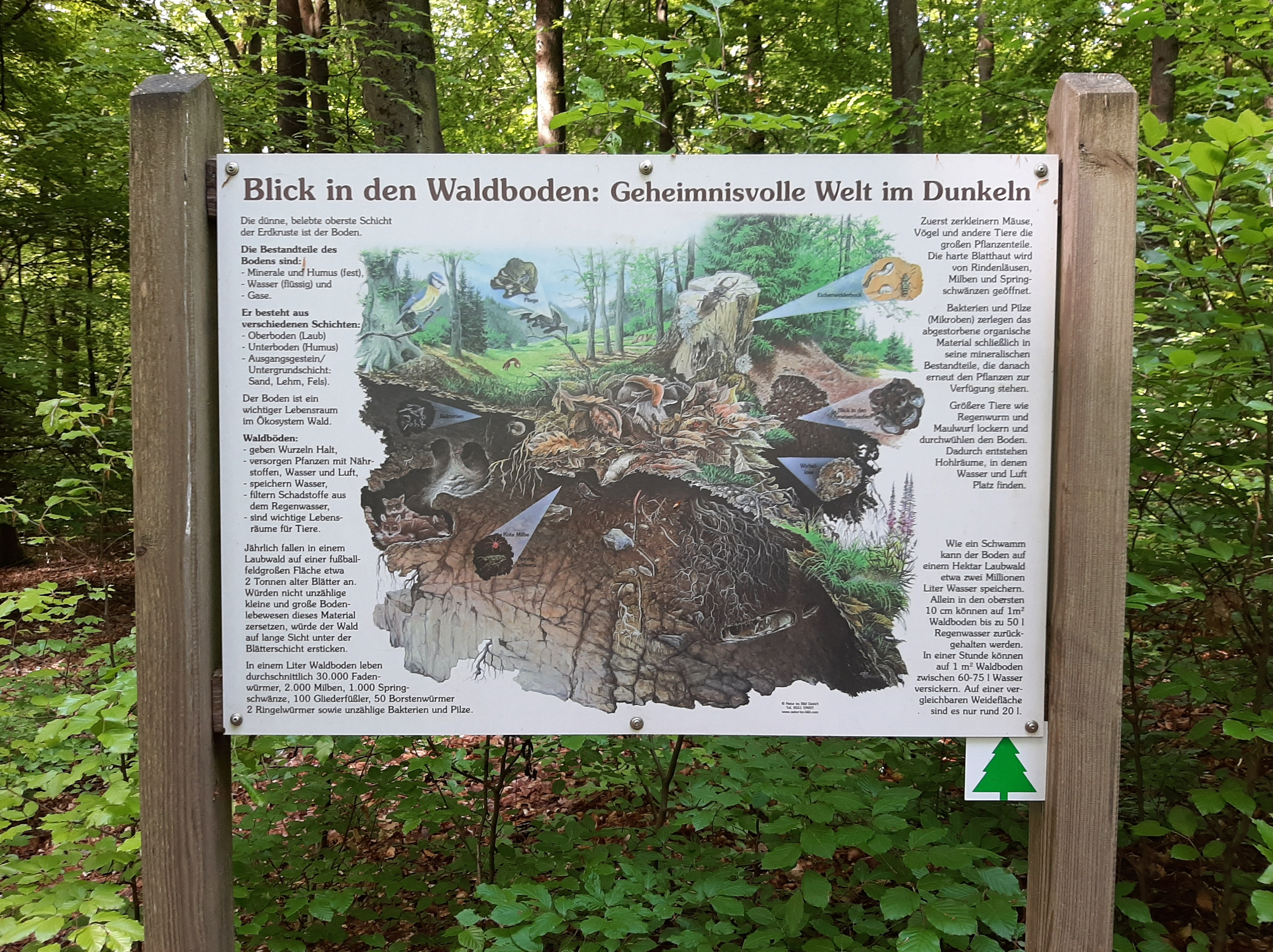
Waldboden
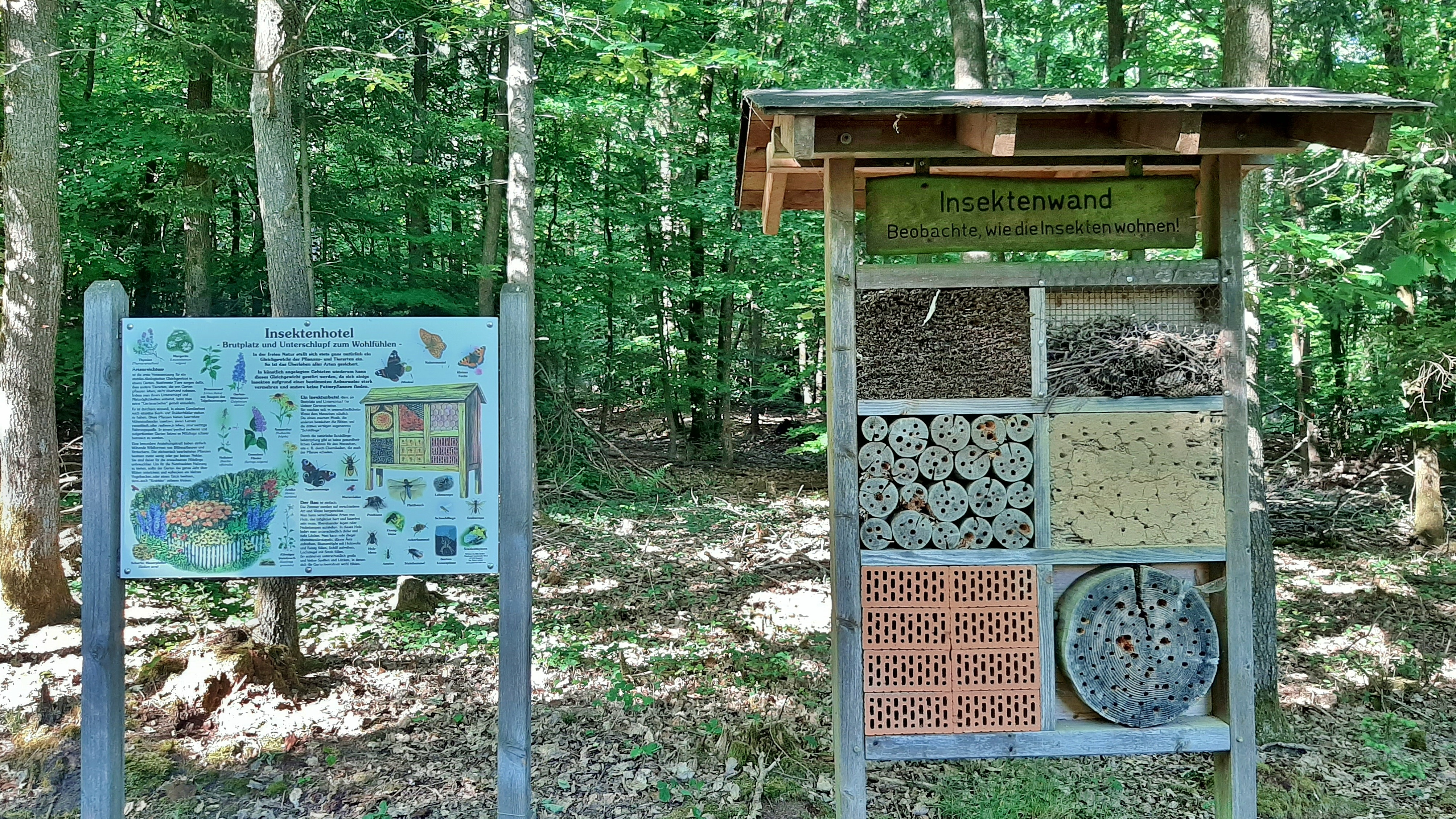
Insekten

## Nachweise
1. ↑  Waldinfo-Pfad bei «OpenStreetMap».
2. ↑  Waldinfo-Pfad bei «Waymarked Trails».